# ديفيد هويل (لاعب غولف)
ديفيد هويل (بالإنجليزية: David Howell)‏ هو لاعب غولف بريطاني، ولد في 23 يونيو 1975 في سويندون في المملكة المتحدة.

## وصلات خارجية
- الموقع الرسمي
- ديفيد هويل على موقع رابطة لاعبي الغولف المحترفين (الإنجليزية)
- ديفيد هويل على موقع رابطة أوروبا للاعبي الغولف المحترفين (الإنجليزية)
- ديفيد هويل على موقع رابطة اليابان للاعبي الغولف المحترفين (الإنجليزية)
- ديفيد هويل على موقع التصنيف العالمي الرسمي للغولف (الإنجليزية)